# Kita (Osaka)
Kita (北区, Kita-ku) és un dels 24 districtes urbans de la ciutat d'Osaka, capital de la prefectura homònima, a la regió de Kansai, Japó. A més d'això, a Kita es troben les institucions de govern prefectural i municipal com l'assemblea prefectural o el consell municipal, per tant es pot dir que és el districte capital de la ciutat. El nom del districte, Kita, en català vol dir "nord", fent referència a la posició geogràfica del districte a la ciutat.

## Geografia

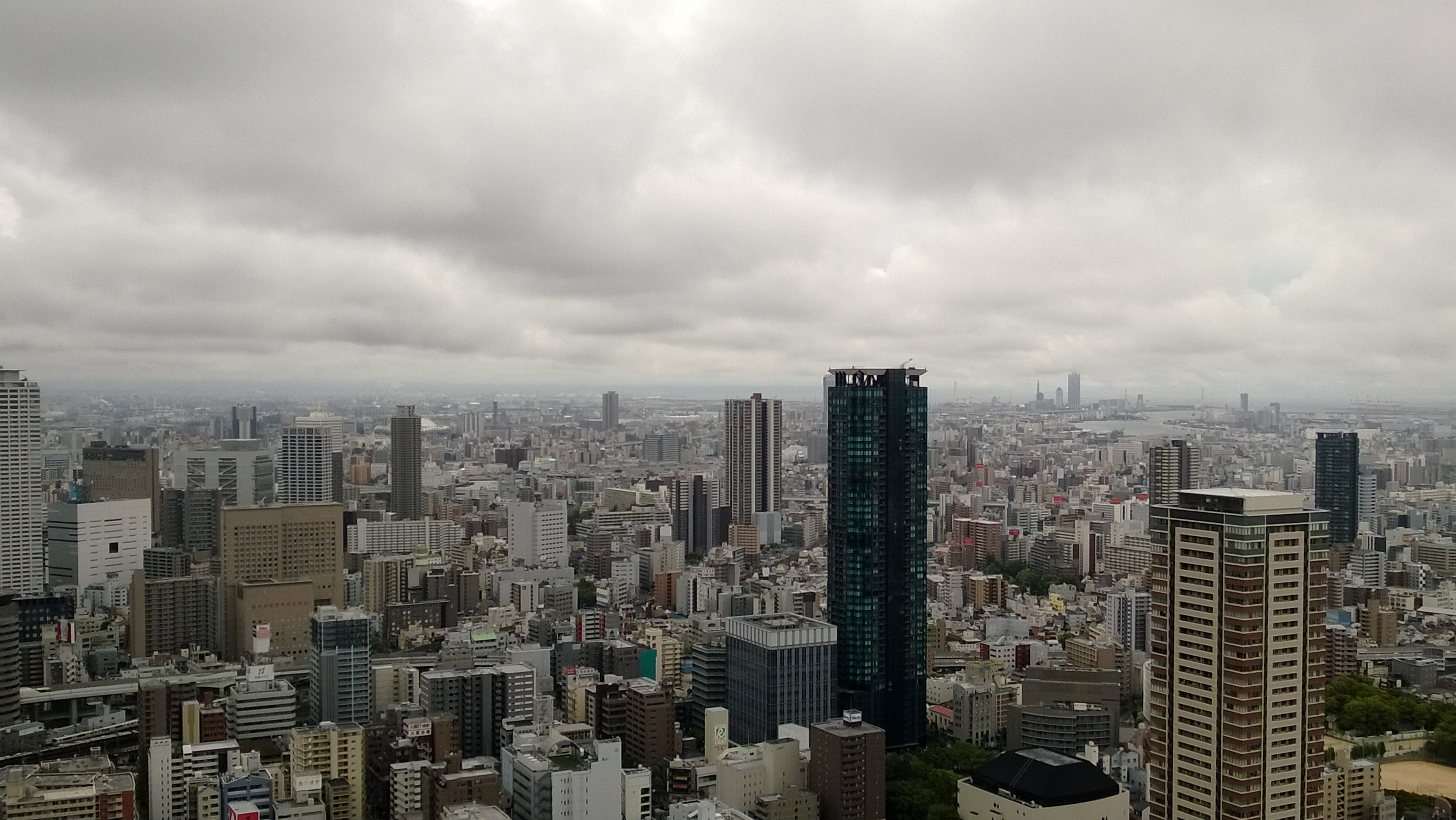
Panoràmica de Kita (Ōyodo-Naka)

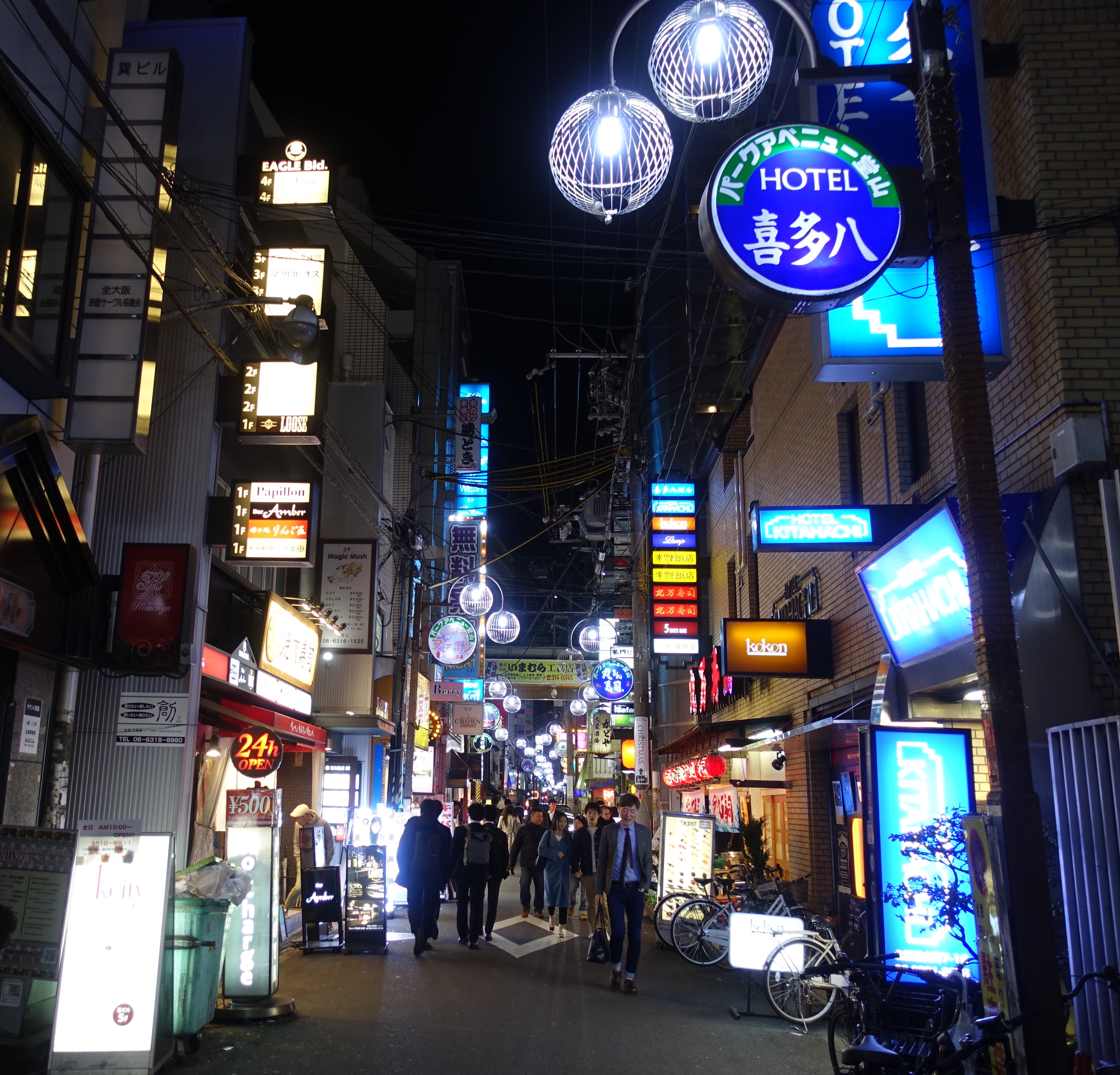
Escena nocturna a Dōyama-chō

El districte de Kita, com el seu nom bé indica, es troba localitzat a la regió nord o kita (キタ), de la qual és el seu centre, a la ciutat d'Osaka, al centre de la prefectura homònima. El barri més conegut del districte és sense dubte Umeda, centre financer i administratiu de la ciutat d'Osaka. El terme del districte de Kita es troba envoltat pels següents districtes: Yodogawa i Higashi-Yodogawa al nord, Fukushima a l'oest, Miyakojima cap a l'est i Nishi i Chūō al sud.

### Barris
Aquests són els barris del districte:
- Ikeda-chō (池田町)
- Ukida (浮田)
- Umeda (梅田)
- Ōgi-machi (扇町)
- Ōfuka-chō (大深町)
- Ōyodo-Naka (大淀中)
- Ōyodo-Minami (大淀南)
- Ōyodo-Kita (大淀北)
- Kakuda-chō (角田町)
- Kamiyama-chō (神山町)
- Kan'ei-chō (菅栄町)
- Kurosaki-chō (黒崎町)
- Kōbai-chō (紅梅町)
- Kokubunji (国分寺)
- Komatsubara-chō (小松原町)
- Shibata (芝田)
- Suehiro-chō (末広町)
- Sugahara-chō (菅原町)
- Sonezaki (曽根崎)
- Sonezaki-shinchi (曽根崎新地)
- Taiyūji-chō (太融寺町)
- Chaya-machi (茶屋町)
- Tsuruno-chō (鶴野町)
- Tenjin-Nishimachi (天神西町)
- Tenjinbashi (天神橋)
- Tenma (天満)
- Tenmabashi (天満橋)
- Dōjima (堂島)
- Dōjima-Hama (堂島浜)
- Dōshin (同心)
- Dōyama-chō (堂山町)
- Togano-chō (兎我野町)
- Toyosaki (豊崎)
- Nakazaki (中崎)
- Nakazaki-Nishi (中崎西)
- Nakatsu (中津)
- Nakanoshima (中之島)
- Nagara-Naka (長柄中)
- Nagara-Higashi (長柄東)
- Nagara-Nishi (長柄西)
- Naniwa-chō (浪花町)
- Nishiki-chō (錦町)
- Nishi-Tenma (西天満)
- Nozaki-chō (野崎町)
- Banzai-chō (万歳町)
- Higashi-Tenma (東天満)
- Hinokuchi-chō (樋之口町)
- Honjō-Higashi (本庄東)
- Honjō-Nishi (本庄西)
- Matsugae-chō (松ケ枝町)
- Minami-Ōgi-machi (南扇町)
- Minamimori-machi (南森町)
- Yamazaki-chō (山崎町)
- Yoriki-machi (与力町)

## Història
L'actual districte de Kita es fundà el 13 de febrer de 1989 amb la fusió de l'antic districte de Kita i el ja desaparegut districte d'Ōyodo. El primigeni districte de Kita va ser creat l'any 1879 amb la llei que establia les divisions administratives del país i durant l'era Meiji i Taisho, els limits del districte es farien més grans en absorbir diferents municipis veïns. L'any 1943, però, el districte va patir l'escissió dels futurs districtes de Fukushima, Ōyodo i Miyakojima. Per la banda de el que seria el futur districte d'Ôyodo, el territori d'aquest havia estat tranferit el 1925 del districte de Nishinari (Nishinari-gun), en aquella epoca independent de la ciutat, a la ciutat d'Osaka i l'antic districte de Kita. El 1943 nàix el districte d'Ôyodo i el 1989 es fusiona amb Kita per crear l'actual districte de Kita.

## Demografia
| 1920   | 1930   | 1940    | 1950    | 1960 | 1970    | 1980   |
| ------ | ------ | ------- | ------- | ---- | ------- | ------ |
| ND     | ND     | ND      | ND      | ND   | 102.149 | 87.969 |
| 1990   | 2000   | 2010    | 2020    | 2030 | 2040    | 2050   |
| 87.447 | 91.952 | 110.392 | 138.844 | -    | -       | -      |

## Transport

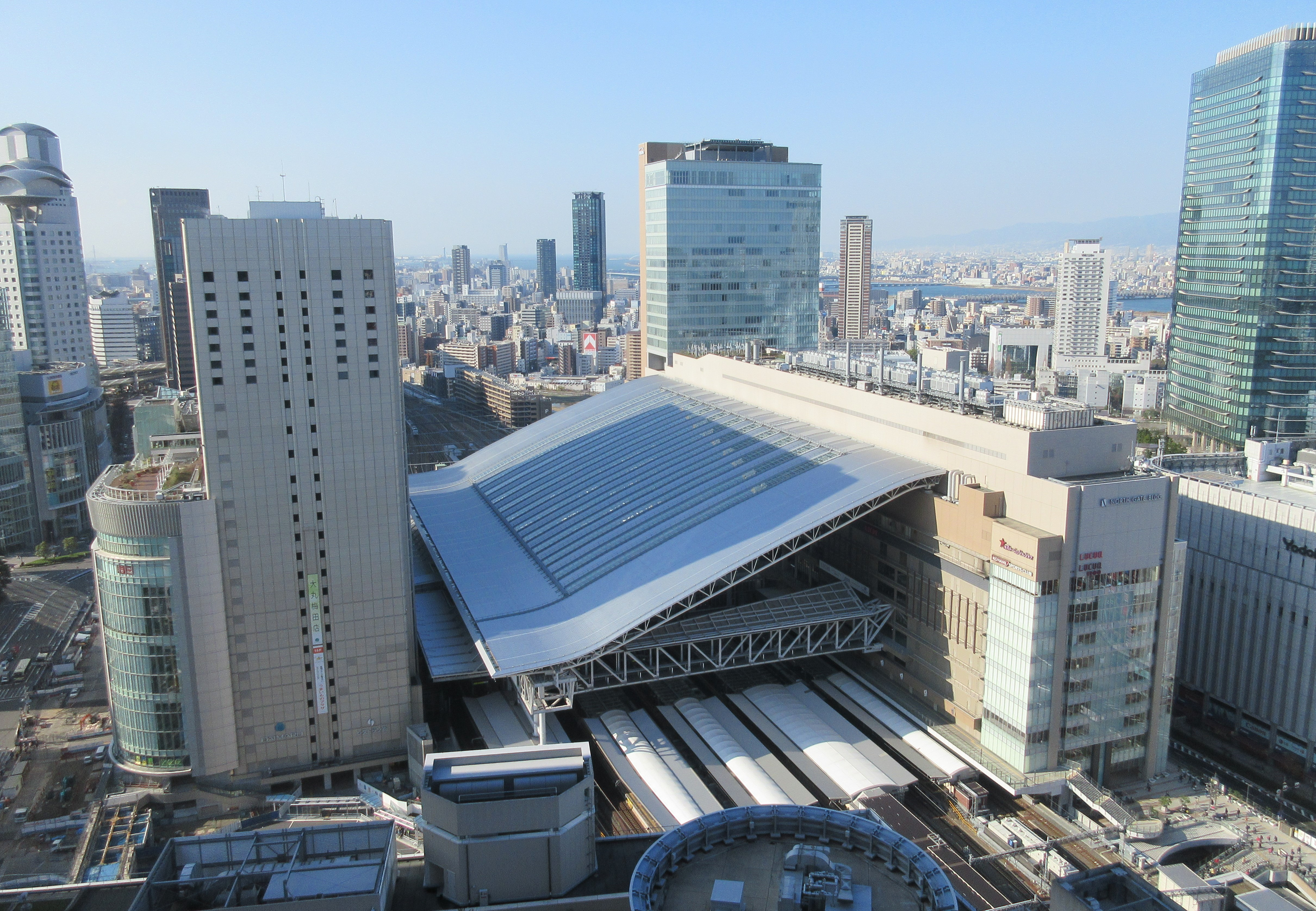
Panoràmica de l'estació d'Osaka

### Ferrocarril
- Companyia de Ferrocarrils del Japó Occidental (JR West)
  - Osaka - Tenma - Osaka Tenmangū - Kitashinchi
- Metro d'Osaka
  - Nakatsu - Umeda - Tenjimbashisuji Rokuchōme - Nakazakichō - Higashi-Umeda - Minami-morimachi - Nishi-Umeda - Ōgimachi
- Ferrocarril Elèctric Hankyū
  - Osaka-Umeda - Nakatsu - Tenjimbashisuji Rokuchōme
- Ferrocarril Elèctric Hanshin
  - Osaka-Umeda
- Ferrocarril Elèctric Keihan
  - Nakanoshima - Watanabebashi - Ōebashi - Naniwabashi

### Carretera
- Autopista Hanshin
- Nacional 1 - Nacional 2 - Nacional 25 - Nacional 26 - Nacional 163 - Nacional 165 - Nacional 176 - Nacional 423